# Josef Mach (Schriftsteller)

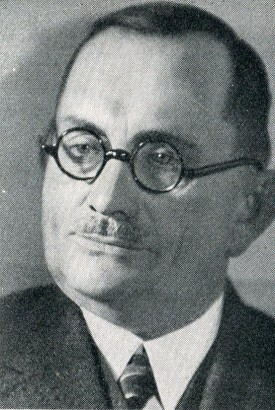
Josef Mach

Josef Mach (* 5. Februar 1883 in Nymburk; † 8. November 1951 in Prag) war ein tschechischer Lyriker, Journalist und Übersetzer.
Mach besuchte das Gymnasium in Mladá Boleslav, wo er den ebenfalls dort die Schule besuchenden František Gellner kennenlernte und an der Schülerzeitung mitarbeitete. Mit Gellner veröffentlichte er schon in der Schulzeit erste Gedichte in der Zeitschrift Letáky. Anschließend studierte er Philosophie in Prag und Innsbruck. Nach Prag zurückgekehrt, war er eines der Gründungsmitglieder von Syrinx, eines Clubs junger Schriftsteller. Gemeinsam mit Jaroslav Hašek wirkte er in der Partei für gemäßigten Fortschritt in den Schranken der Gesetze (Strana mírného pokroku v mezích zákona) mit und verfasste auch deren Parteihymne; mit Karel Čapek war er ebenfalls befreundet. Für das Prager Kabarett Rote Sieben (Červená sedma) schrieb er satirische Texte.
Zur Zeit des Ersten Weltkriegs arbeitete Mach als Lehrer in Chicago und New York. 1920 wurde er Presseattaché der Tschechischen Botschaft in Washington; von 1922 bis 1927 war er in der Botschaft in Rom tätig, ab 1927 dann im Außenministerium in Prag. Über seine Erfahrungen im Ausland schrieb er verschiedene Artikel (so über den italienischen Faschismus), später war er vor allem als Übersetzer tätig. Unter anderem übersetzte er Werke von Heinrich Heine, B. Traven, Edgar Allan Poe, Roark Bradford und O. Henry ins Tschechische.